# Chilostoma squamatinum
Chilostoma squamatinum is een slakkensoort uit de familie van de Helicidae. De wetenschappelijke naam van de soort is voor het eerst geldig gepubliceerd in 1835 door Rossmassler.